# Kassala
Kassala (arabisch كسلا, DMG Kassalā) ist die Hauptstadt des gleichnamigen sudanesischen Bundesstaates Kassala.

## Lage

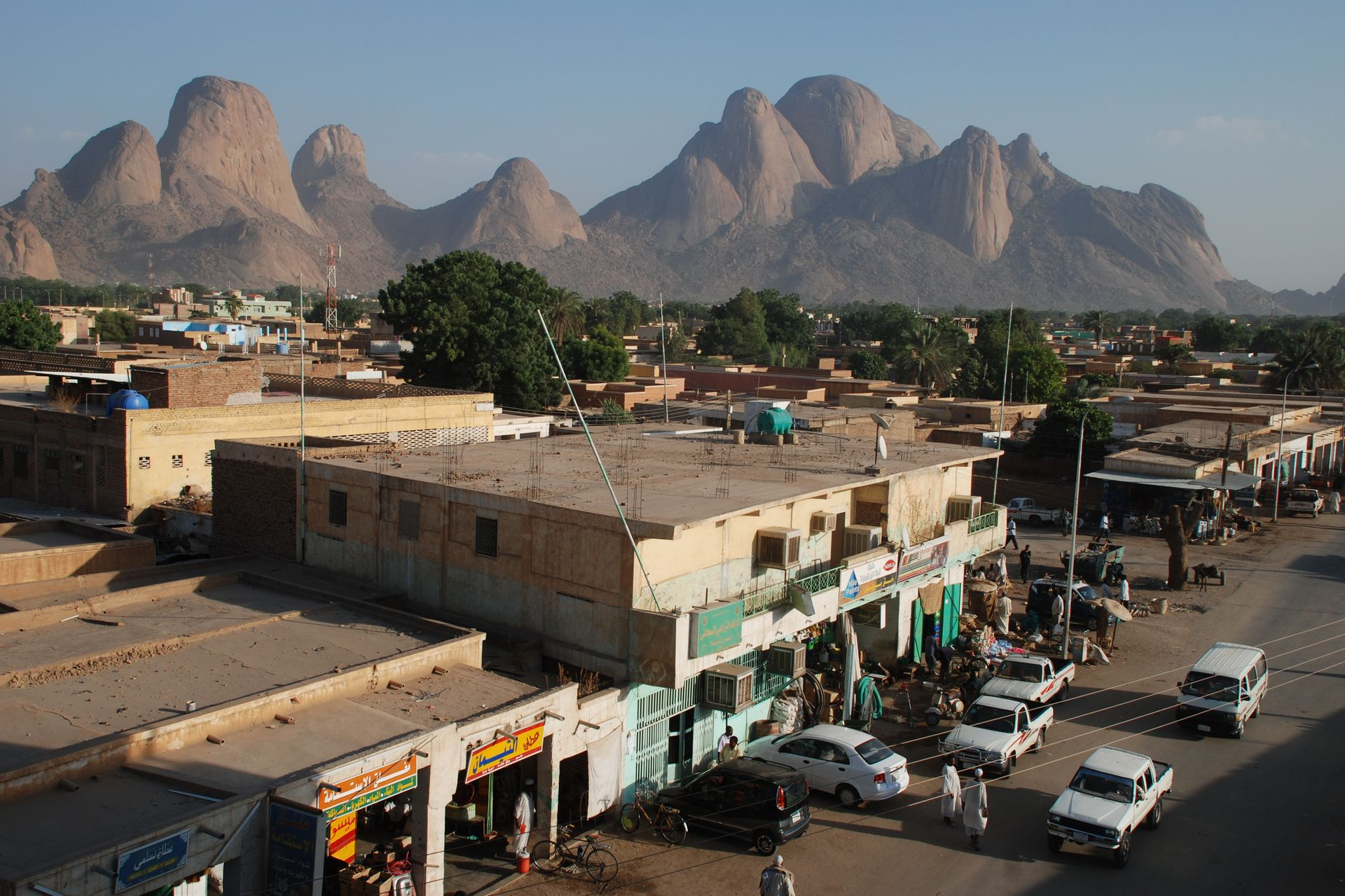
Blick vom Geschäftszentrum nach Südosten Richtung Taka-Berge

Die Stadt liegt im Osten des Sudan, rund 400 Kilometer von Khartum entfernt, nahe der Grenze zu Eritrea am östlichen Ufer des Flusses Gasch auf 495 Meter am Fuß der 1390 Meter hohen Taka-Berge.

## Geschichte
Die fruchtbare Ebene im Westen der Taka-Berge ist seit langer Zeit – mindestens seit der Zeitenwende – von Hallenga, einer Volksgruppe der Bedscha besiedelt, die von der Arabischen Halbinsel hergekommen sein sollen. In der heute wüstenartigen Landschaft wurden mehrere Tausend Grabhügel von der Antike bis zu Grabbauten in islamischer Zeit (Qubbas) entdeckt. Eine 2021 durchgeführte Auswertung von Satellitenaufnahmen erbrachte eine an Galaxien erinnernde Anordnung kleinerer Gräber um Zentren mit größeren älteren Grabstätten.
Um 1820 gelangte Muhammad Uthman al-Mirghani, der von seinem Sufi-Lehrmeister und Ordensgründer von Mekka aus auf Missionsreise geschickt wurde, über Ägypten den Nil, dann den Atbara flussaufwärts bis in diese abgelegene Gegend. Hier beschloss er, eine Siedlung zu gründen, der er den Namen al-Saniyya („die Erhabene“) gab, und seine eigenen Sufi-Lehren zur Erneuerung des Islam zu verbreiten. Daraus wurde später das Zentrum der Khatmiyya-Bruderschaft. Er selbst kehrte 1821 nach Mekka zurück und überließ den Ausbau dieses Ortes zum Hauptquartier der neuen Bruderschaft seinem Sohn und Nachfolger Al-Hasan al-Mirghani, der um 1840 etwa gleichzeitig mit den Truppen der künftigen türkisch-ägyptischen Herrscher über den Sudan eintraf. Al-Hasan legte am Fuß der Berge eine musterhafte Siedlung an, die auch Gläubige von weither aus dem Landstrich am Roten Meer anzog und den Namen al-Khatmiyya erhielt. In etwa fünf Kilometer Entfernung errichteten die türkisch-ägyptischen Soldaten eine Garnison, die ein ähnlich weites Gebiet kontrollieren sollte und von 4000 Mann gehalten wurde. Das Ziel, die Bedscha-Clans vollständig zu unterwerfen, hatten sie nicht erreicht. Um die Militärstation entwickelte sich die Stadt Kassala.
Wirtschaftliche und machtpolitische Gründe führten zu einer gedeihlichen Zusammenarbeit zwischen den Anhängern der Khatmiyya und den Besatzern. Al-Hasan gewann auf Missionsreisen im Land weiteren Zulauf, Anerkennung und den Ruf eines Wundertäters. Die heilige Quelle in den Bergen unweit hinter seiner Grabstätte, die heute noch als gesundheitsfördernd geschätzt wird, soll er persönlich mit einem Stock in den Felsen geschlagen haben. Beides wurde nach seinem Tod 1869 zum Pilgerziel.

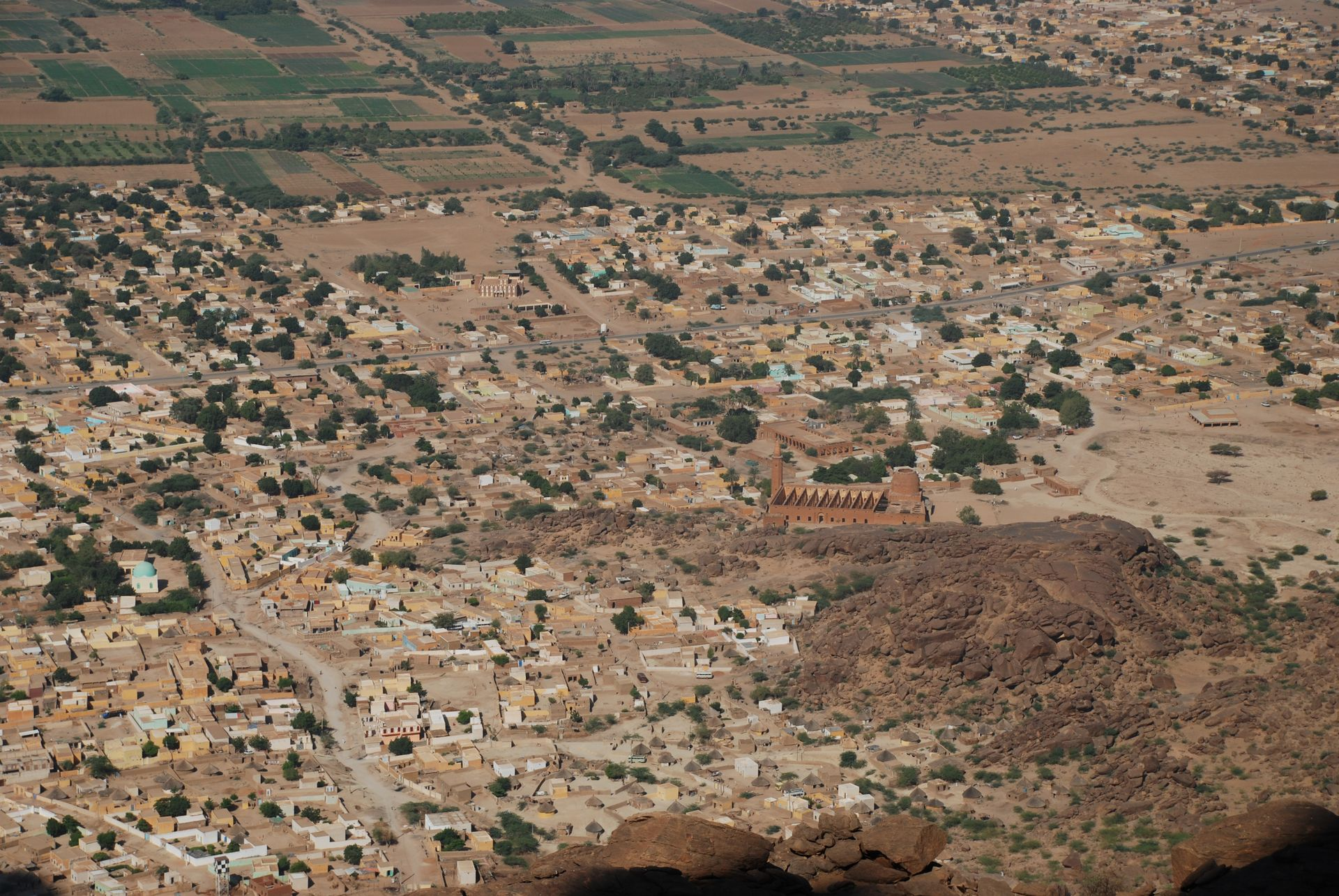
Vom Totil-Berg über al-Khatmiyya, den ältesten Teil der Stadt. Rechts der Mitte liegt die teilweise zerstörte Moschee mit dem Grabmal (Kuppelbau) von al-Hasan al-Mirghani, genannt Sidi Hasan. Im Hintergrund die bewässerten Felder der Sawagi Janubiyya – „südlichen Gärten“.

Der Mahdi-Aufstand (1881–1899) war die erste organisierte Opposition gegen die türkisch-ägyptische Besatzung und ein konservativ-islamischer Aufstand gegen die Heiligenverehrung, wie sie von den Khatmiyya betrieben wurde. Mit Unterstützung des verbündeten Majdhubiya-Ordens von ad-Damir eroberten mahdistische Hadendoa 1885 die zwei Jahre lang belagerte Garnison und zerstörten die kurz zuvor gebaute Khatmiyya-Moschee und das Mausoleum für al-Hasan. 1894 wurde Kassala durch italienische Truppen aus Eritrea erobert, aber vertragsgemäß 1897 den Ägyptern übergeben. 1899 nahmen die Engländer neben dem Machtzentrum der Mahdisten, Omdurman, auch Kassala ein. Es begann die anglo-ägyptische Verwaltung. Ein Jahr vor Ende der italienischen Kolonialherrschaft in Eritrea besetzten Mussolinis Truppen 1940 Kassala, und als Zeichen des guten Willens begannen sie mit Restaurierungsarbeiten am Mausoleum und an der Moschee.
Abgesehen von dem Einfluss, den seit der Unabhängigkeit des Landes 1956 der politische Arm der Khatmiyya-Bruderschaft, die Democratic Unionist Party (DUP) ausübt, wurde Kassala auch zu einem Zentrum der gegnerischen Mahdisten, die sich in der Umma-Partei politisch organisiert haben. Trotz der grenznahen Lage zu Eritrea, zu dem der Sudan ein gespanntes Verhältnis hat, war bis zur Ausdehnung des südsudanesischen Bürgerkriegs auch in den Osten des Sudan um 1997 Kassala relativ wenig von Unruhen und vom Krieg betroffen. Erst im Jahr 2000 brachen in Kassala heftige Kämpfe zwischen der arabisch dominierten Regierungsarmee und der mit der innerarabischen Opposition (National Democratic Alliance, NDA) verbündeten südsudanesischen SPLA aus. Diese hatten sich zur Eastern Front verbündet, angeschlossen war der Beja Congress. 2006 kam durch eine Vereinbarung der Regierung mit den hiesigen Rebellengruppen der Konflikt im Ostsudan zu einem vorläufigen Ende.

## Bevölkerung
Für Kassala werden 510.165 Einwohnern (Berechnung 2012) angegeben.

### Bevölkerungsentwicklung
| Jahr              | Einwohner |
| ----------------- | --------- |
| 1956 (k. A.)      | 40.600    |
| 1973 (Zensus)     | 99.652    |
| 1983 (Zensus)     | 142.909   |
| 1993 (Zensus)     | 234.622   |
| 2012 (Berechnung) | 510.165   |

### Ethnien

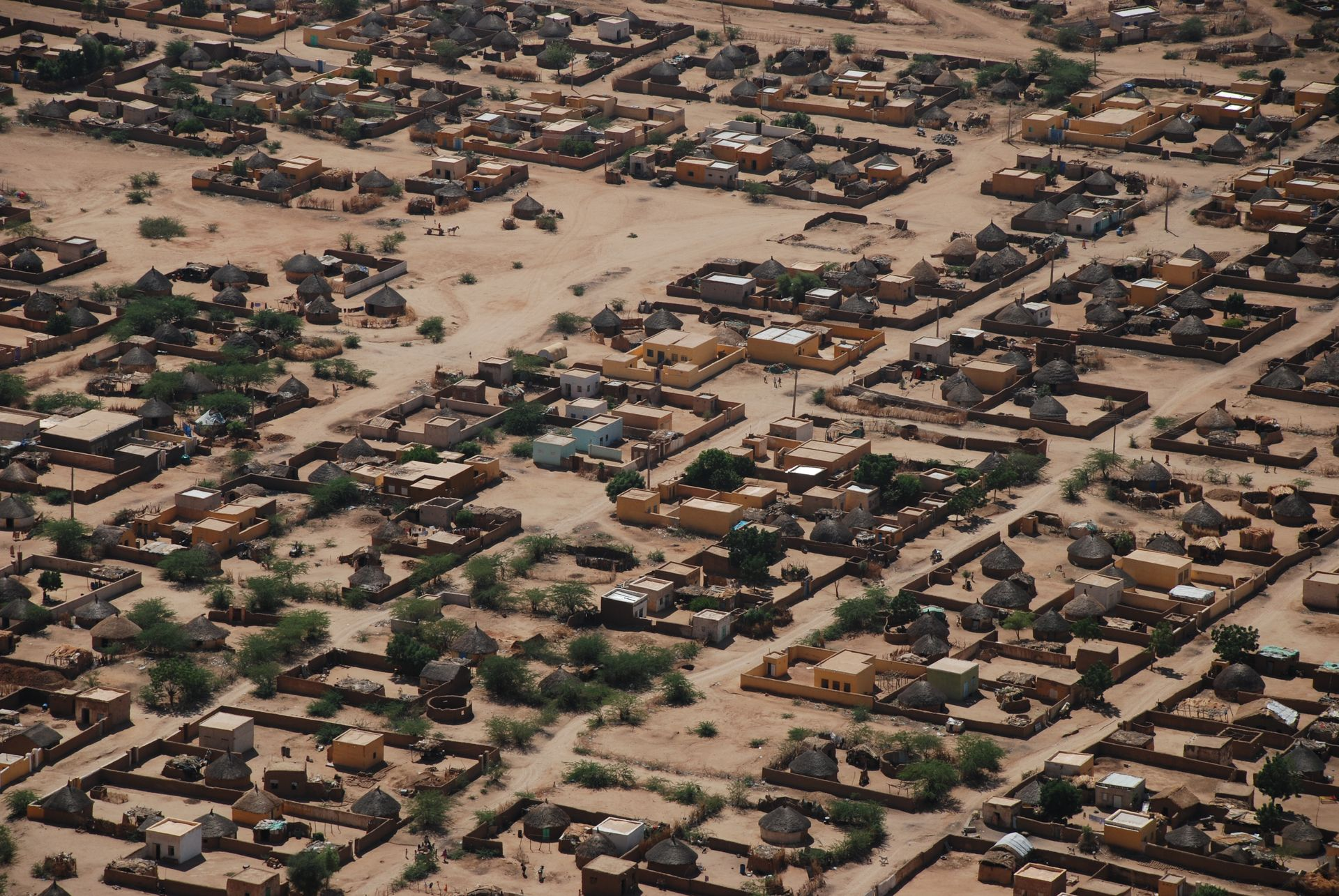
Etabliertes Wohnviertel für Schwarzafrikaner im Norden unterhalb des Mukram-Berges. In der Nähe befinden sich auch ärmere Viertel mit Rundhäusern (Tukul) ohne Umfriedung oder aus Stroh.

Kassala ist die drittgrößte Stadt des Sudan außerhalb des Großraums Khartum, mit einer hohen Zahl unterschiedlicher Ethnien. Zu den alteingesessenen Volksgruppen der Bedscha zählen die Hadendoa, Beni Amer und Halanga. Die an ihrem schwarzen Überwurf (thaub) erkennbaren Frauen der Rashaida-Nomaden, die in der Umgebung siedeln, verkaufen vormittags im Marktzentrum Haushaltswaren und Handarbeiten. Ein großer Teil der weiteren gemischten Bevölkerung Kassalas wurde im 19. Jahrhundert durch die religiöse Bewegung der Khatmiyya oder durch die Militärstation angezogen und verblieb als Landarbeiter auf den bewässerten Feldern entlang des Gash. Mit der ägyptischen Besatzung kamen auch Jaibiyyin, die zu der Zeit eine wirtschaftliche und politische Führungsrolle einnahmen, und Shaygiyya aus dem Nordsudan. Dazu gesellen sich im 20. Jahrhundert Emigranten der benachbarten Länder Jemen, Eritrea, Äthiopien und Somalia, ebenso wie einige Inder, die zumeist Händler im Markt sind. Während des Befreiungskrieges gegen das Derg-Regime hatten sich ab Ende der 1970er Jahre tausende äthiopische Flüchtlinge in weitläufigen provisorischen Siedlungen an den Rändern der Stadt niedergelassen. Mitte der 1980er Jahre waren schwarzafrikanische Flüchtlinge vor der Hungersnot im Südsudan nach Kassala geflohen.
Kassala hat einen hohen Bevölkerungsanteil aus Westafrika. Zu den ersten Siedlern in der Stadt gehören Kanuri aus der Region um den Tschadsee und Fulbe. Einige Westafrikaner, die in Statistiken oft als „Nigerianer“ zusammengefasst werden, sind auch auf der Pilgerreise nach Mekka in Kassala hängengeblieben und werden „Takarir“ genannt, andere verdingten sich in der Armee des Madhi, mit der sie nach Kassala geschickt wurden, um später in dem vom Krieg entvölkerten Gebiet zu siedeln. Bei der Volkszählung 1993 wurden für die Stadt Kassala rund 23 Prozent Nigerianer angegeben.

## Stadtbild
Das neue Zentrum der Stadt (Al-Mowgif al-Aam) mit einem geschäftigen Marktviertel liegt etwa zwei Kilometer östlich des breiten, zwischen Oktober und Juni trockenen Flussbettes des Gash. Fünf Kilometer östlich liegt an der Durchgangsstraße der Überlandbusbahnhof im Viertel Souq as-Shaabi. Dazwischen teilt entlang des Flusses ein breiter Streifen Ackerbauland (Sawagi: „Gärten“) die Stadtbereiche. Das ehemalige britische Stadtviertel Sikka Hadiid um den stillgelegten Bahnhof liegt direkt am Ostufer des Gash. Dort wird täglich ein Großmarkt für landwirtschaftliche Erzeugnisse (Souq Gharb al-Gash) abgehalten. Nach Norden und Süden erstrecken sich jeweils über mehrere Kilometer Wohngebiete.
Von weitem zu sehen und Wahrzeichen der Stadt sind die runden Granitkuppen, die Taka-, Totil- oder einfach Kassala-Berge genannt werden. Das sich einzeln aus der Ebene erhebende Felsmassiv im Norden heißt Mukram, die Bergkette im Süden beim Ortsteil Khatmiyya hat von Norden nach Süden die Gipfel Taka, Totil und Aweitla.

## Wirtschaft

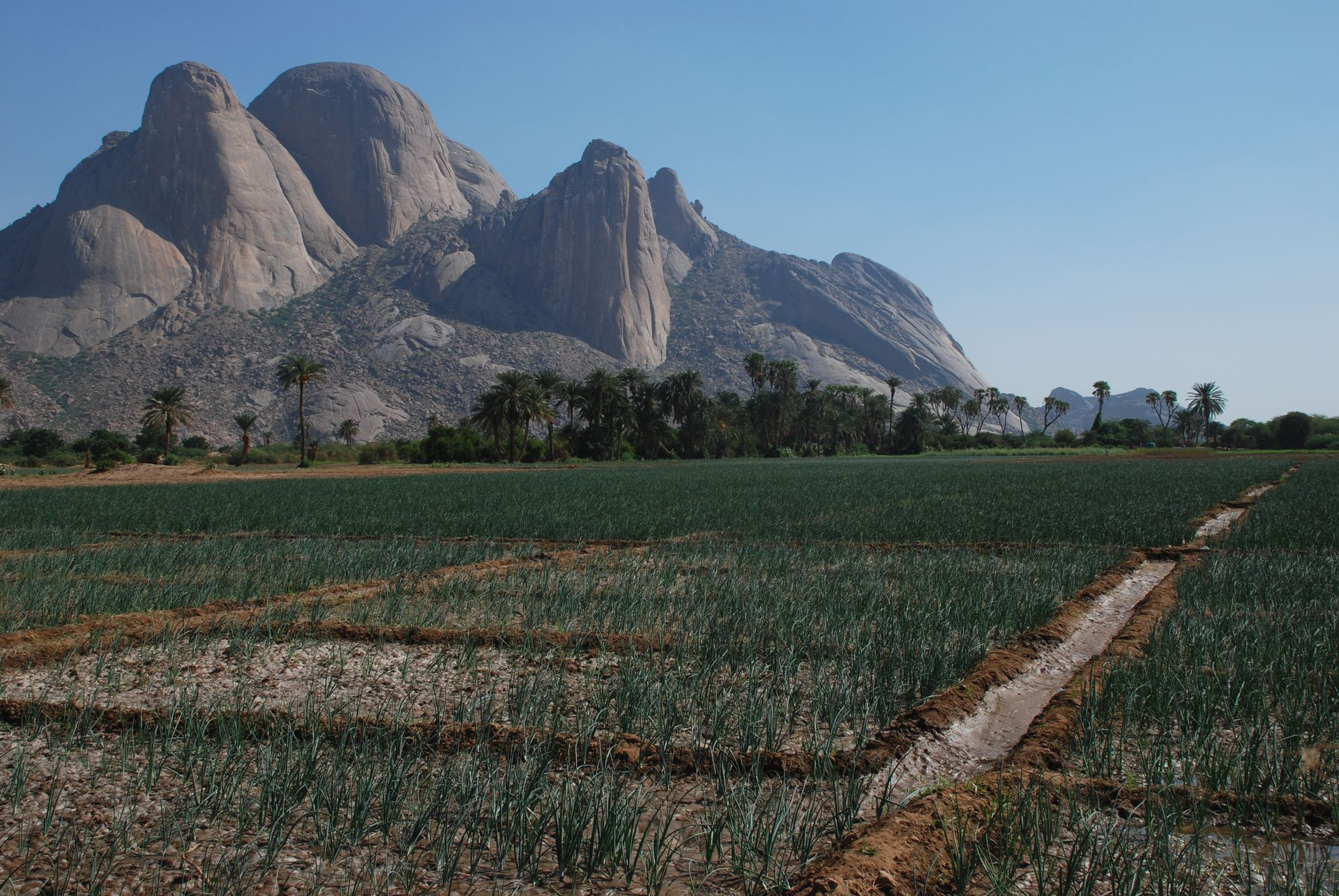
Durch Dieselpumpen bewässertes Zwiebelfeld in der Trockenzeit. Der in den Sommermonaten wasserführende Gash-Fluss füllt das Grundwasser auf. Dahinter die Taka-Berge

Auf der (östlichen) Rückseite der Berge beginnt Richtung Eritrea eine flache Sandwüste, nördlich liegt die Nubische Wüste. Dennoch zählt ein großes Gebiet um Kassala zu den fruchtbarsten Regionen des Sudan. Der im 19. Jahrhundert von der jährlichen Überschwemmung durch die Gash-Flut abhängige landwirtschaftliche Ertrag konnte durch Bewässerungskanäle und mit Dieselpumpen, die Grundwasser aus Brunnen entnehmen, gesteigert werden. Durchschnittlich 300 Millimeter Jahresniederschlag fallen für den Regenfeldbau in den Monaten Juli und August. Die Regenmenge ist für eine einjährige Vegetationsdecke im Distrikt Kassala ausreichend, die von Nomaden als Weideland genutzt wird.
In den Sommermonaten werden die Überflutungen des Gash in Bewässerungskanäle geleitet und für den Anbau ausgenützt. Auf vielen Feldern ist durch Bewässerung auch in der winterlichen Trockenzeit eine Ernte möglich. Gerade in der Trockenzeit wirken die grünen Felder wie eine Oase. Es werden Sorghum, Sesam, Obst und Gemüse angebaut, darunter vor allem Orangen, Bananen und Zwiebeln. Richtung Gedaref wird auf großen Flächen Baumwolle angebaut.
Ein Problem stellen die Überschwemmungen durch den Gash-Fluss dar, die häufig ganze Landstriche einschließlich der Stadt unter Wasser gesetzt haben. Nach heftigen Regenfällen im eritreischen Zuflussgebiet kann etwa drei Tage später in Kassala mit einer Springflut gerechnet werden. Vorsorgemaßnahmen scheitern an der Feindschaft beider Länder. Etwa alle fünf Jahre kommt es zu Überschwemmungskatastrophen, die letzten waren 2003 und 2007.

## Infrastruktur

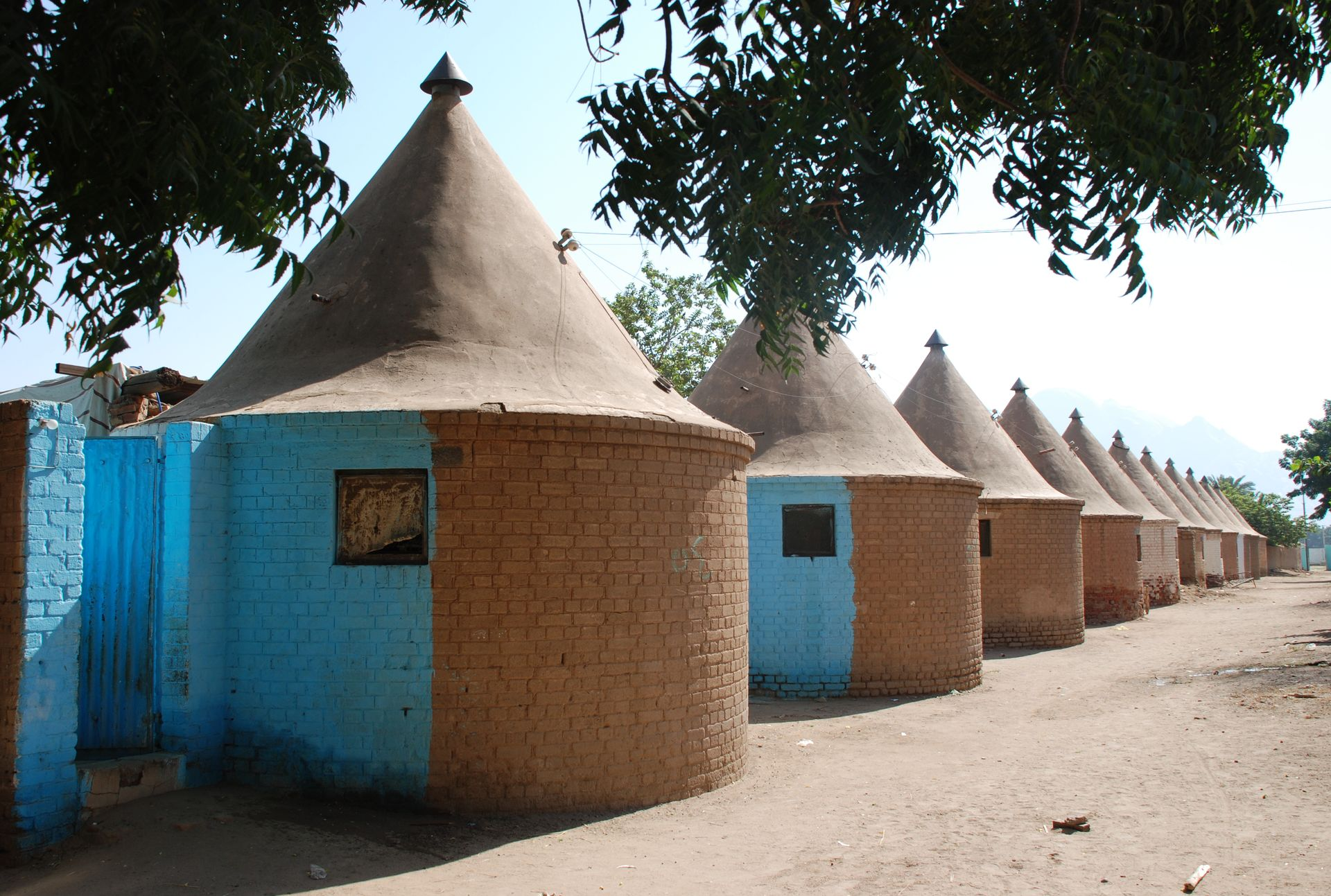
Stadtviertel Sikka Hadiid. Engländer bauten allgemein an Bahnhöfen solche Rundhäuser für Bahnarbeiter. In Sikka Hadiid wohnen einige Studenten der nahegelegenen Universität von Kassala.

In den 1920er Jahren wurde die Bahnlinie von Port Sudan über Kassala (1924) und Gedaref (1929) bis zum Anschluss an die von Khartum nach Süden führende Strecke bei Sennar weitergeführt, um Baumwolle und Getreide zum Hafen zu transportieren. Der Zugverkehr wurde bis mindestens Anfang der 1980er Jahre aufrechterhalten, danach vollständig eingestellt. Die Straßenverbindungen nach Khartum und Port Sudan sind asphaltiert und in gutem Zustand. Eine 80 Kilometer lange Straße verbindet Kassala mit dem Bewässerungsprojekt von New Halfa. Der nahe Grenzübergang zu Eritrea ist zumeist geschlossen. Im Südwesten der Stadt liegt an der Straße nach Khartum der Flughafen Kassala. Es gibt keine regelmäßigen Inlandsflüge.

## Söhne und Töchter der Stadt
- Hasan at-Turabi (* um 1932; † 2016), Politiker und religiöser Führer im Sudan
- Abdelaziz Baraka Sakin (* 1963), Schriftsteller

## Klimatabelle
|                       | Jan  | Feb  | Mär  | Apr  | Mai  | Jun  | Jul  | Aug  | Sep  | Okt  | Nov  | Dez  |   |       |
| Mittl. Tagesmax. (°C) | 33,5 | 35,2 | 38,2 | 41,0 | 41,4 | 39,8 | 36,3 | 35,2 | 36,9 | 38,7 | 37,1 | 34,5 | ⌀ | 37,3  |
| Mittl. Tagesmin. (°C) | 16,8 | 17,5 | 20,2 | 23,7 | 26,2 | 26,0 | 24,1 | 23,7 | 24,3 | 24,7 | 21,9 | 18,4 | ⌀ | 22,3  |
|                       |      |      |      |      |      |      |      |      |      |      |      |      |   |       |
| Niederschlag (mm)     | 0,0  | 0,0  | 0,0  | 2,0  | 0,3  | 24,7 | 74,9 | 81,2 | 43,6 | 9,5  | 0,2  | 0,0  | Σ | 236,4 |
|                       |      |      |      |      |      |      |      |      |      |      |      |      |   |       |
| Sonnenstunden (h/d)   | 10,0 | 10,2 | 10,0 | 10,7 | 10,4 | 9,9  | 7,9  | 7,7  | 9,6  | 10,3 | 10,3 | 10,1 | ⌀ | 9,8   |
|                       |      |      |      |      |      |      |      |      |      |      |      |      |   |       |
| Regentage (d)         | 0,0  | 0,0  | 0,1  | 0,8  | 2,4  | 3,0  | 6,8  | 8,2  | 3,8  | 1,6  | 0,1  | 0,0  | Σ | 26,8  |
|                       |      |      |      |      |      |      |      |      |      |      |      |      |   |       |
| Luftfeuchtigkeit (%)  | 46   | 43   | 35   | 29   | 31   | 39   | 57   | 67   | 59   | 42   | 40   | 40   | ⌀ | 44    |

| 16,8 |

| 17,5 |

| 20,2 |

| 23,7 |

| 26,2 |

| 26,0 |

| 24,1 |

| 23,7 |

| 24,3 |

| 24,7 |

| 21,9 |

| 18,4 |

| 16,8 |

| 17,5 |

| 20,2 |

| 23,7 |

| 26,2 |

| 26,0 |

| 24,1 |

| 23,7 |

| 24,3 |

| 24,7 |

| 21,9 |

| 18,4 |